# Foldøya
Foldøya (sinngemäß aus dem Norwegischen übersetzt Falteninsel) ist eine 10 km lange und 5 km breite Insel vor der Küste des ostantarktischen Kemplands. Gemeinsam mit weiteren kleinen Inseln südlich von ihr trennt sie die Stefansson Bay im Westen von der William Scoresby Bay im Osten.
Gesichtet wurde die Insel erstmals im Februar 1936 von Teilnehmern der britischen Discovery Investigations, die sie irrtümlich für einen Teil des antarktischen Festlands hielten. Norwegische Kartografen, die sie auch deskriptiv benannten, kartierten sie anhand von Luftaufnahmen, die zwischen Januar und Februar 1937 bei der Lars-Christensen-Expedition 1936/37 entstanden.